# Mary Calderone
Mary Steichen Calderone, née Mary Rose Steichen le 1er juillet 1904 à New York et morte le 24 octobre 1998 à Kennett Square, est une médecin, autrice et militante américaine pour les droits reproductifs et l'éducation sexuelle.

## Biographie

### Jeunesse et formation
Mary Calderone est la fille du photographe Edward Steichen et de la chanteuse Clara Emma Smith. Après sa naissance, la famille s'installe en France, d'abord à Paris, puis dans le village de Voulangis. Elle grandit dans un environnement artistique et intellectuel, fréquentant des personnalités telles qu'Auguste Rodin, Pablo Picasso et Henri Matisse.
À la suite de la Première Guerre mondiale, sa famille retourne aux États-Unis et se sépare. Mary est alors envoyée vivre chez des amis de la famille à New York, où elle développe un intérêt pour la médecine. Elle étudie au Brearley School avant d'intégrer le Vassar College, où elle obtient un diplôme en chimie en 1925. Elle se tourne d'abord vers le théâtre, mais après un mariage malheureux et la perte de sa fille Nell en 1935, elle décide d'étudier la médecine. Elle obtient un M.D. à l'Université de Rochester en 1939, puis un Master of Public Health à l'Université Columbia en 1942.

### Carrière et militantisme
En 1953, Mary Calderone devient la première femme directrice médicale de Planned Parenthood. Elle joue un rôle clé dans la réforme des lois sur l'avortement aux États-Unis. En 1955, elle organise une conférence nationale qui marque une étape décisive dans la reconnaissance médicale et juridique de l'avortement.
Après l'approbation de la première pilule contraceptive par la Food and Drug Administration en 1960, elle milite auprès de l'American Medical Association pour l'intégration de la contraception dans la médecine conventionnelle. En 1964, elle quitte Planned Parenthood pour fonder le Sexuality Information and Education Council of the United States (SIECUS), organisation dédiée à l'éducation sexuelle. Elle y occupe le poste de directrice exécutive et mène de nombreuses conférences à travers le pays.
Elle prend sa retraite en 1982, mais continue de défendre l'accès à une éducation sexuelle complète jusqu'à la fin de sa vie.

## Jeunesse et famille

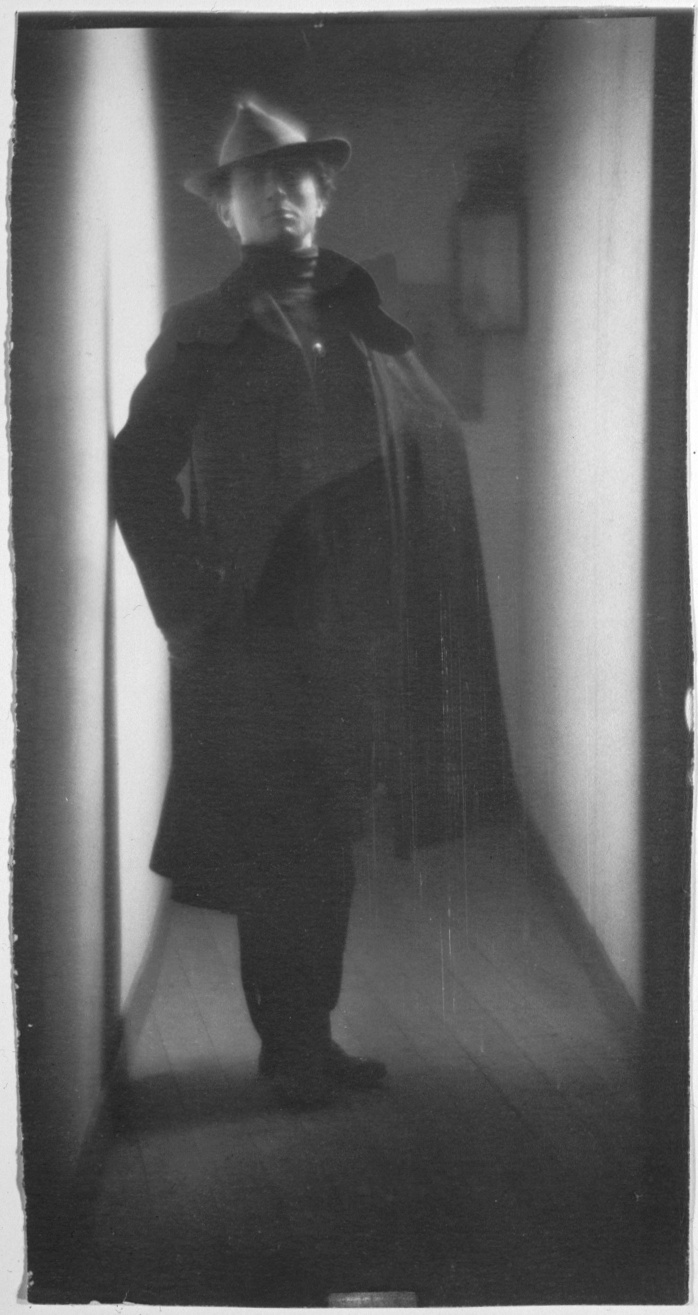
Le père de Calderone, Edward Steichen, photographié par Fred Holland Day (1901)

Mary Calderone est née à New York, le 1er juillet 1904, sous le nom de Mary Rose Steichen. Elle est la fille aînée d'Edward Steichen, un photographe et artiste luxembourgeois-américain renommé, et de sa première épouse, Clara Emma Smith, une chanteuse américaine. Après sa naissance, la famille Steichen s'installe à Paris, puis plus tard à Voulangis, un petit village agricole situé à environ 32 km à l'est de Paris. Sa sœur cadette, Charlotte "Kate" Rodina Steichen, naît à Paris le 27 mai 1908.
À Voulangis, la famille reçoit régulièrement la visite de divers artistes et collègues d'Edward Steichen, dont Constantin Brâncuși, Auguste Rodin, Isadora Duncan, Paul Cézanne, Henri Matisse et Pablo Picasso. Le biographe Jeffrey Moran suggère que l'éducation de Mary dans un environnement bohème, aux côtés de son père célèbre, de son oncle, le poète Carl Sandburg, et son héritage Quaker, ont influencé sa perspective libérale sur la sexualité et son engagement passionné. Par exemple, à l'âge de six ans, elle exprime son avis sur les sculptures de Constantin Brâncuși, estimant que ses oiseaux à tête horizontale ne pourraient pas chanter. Brâncuși ajuste alors son approche artistique.
Lorsque la Première Guerre mondiale éclate en 1914, la famille fuit vers New York. Les parents de Calderone se séparent peu après et l'envoient vivre chez leurs amis, le Dr Leopold et Elizabeth Stieglitz, frère et belle-sœur du photographe Alfred Stieglitz. C'est en accompagnant Leonard Stieglitz lors de ses tournées hospitalières que Calderone développe son intérêt pour la médecine.
À New York, elle fréquente la Brearley School pour son éducation secondaire, puis entre au Vassar College, où elle obtient un diplôme en chimie en 1925. Initialement attirée par le théâtre, elle étudie pendant trois ans à l'American Laboratory Theatre. Elle sert notamment de modèle pour les figures de la flèche du drapeau de l'Institut Pratt, une sculpture en bronze créée par son oncle, Willard Dryden Paddock, érigée en 1926 en mémoire des soldats de la Première Guerre mondiale.
En 1926, elle épouse l'acteur W. Lon Martin, avec qui elle a deux filles, Nell (1926) et Linda (1928). Leur mariage se détériore et elle divorce en 1933. En 1935, sa fille Nell, âgée de huit ans, meurt d'une pneumonie, ce qui, ajouté à ses aspirations théâtrales non réalisées et à son divorce, plonge Calderone dans une période de dépression. Après une série de tests d'aptitude approfondis à la Johnson O'Connor Research Foundation de New York, elle décide, à 30 ans, de reprendre ses études pour entamer une carrière en médecine.
Elle obtient son M.D. à l'Université de Rochester en 1939, puis un M.P.H. à Columbia University en 1942. Dans le cadre de ses études à Columbia, elle travaille comme officier de santé stagiaire au Lower East Side District Health Center de New York, où elle rencontre Frank A. Calderone, qu'elle épouse en 1941<. Frank Calderone devient par la suite une figure influente de l'Organisation mondiale de la santé (OMS) après avoir été premier adjoint au commissaire à la santé de New York de 1943 à 1946. Le Prix Calderone, l'une des distinctions les plus prestigieuses dans le domaine de la santé publique, porte son nom. Le couple a deux filles, Francesca (1943) et Maria (1946),.

## Carrière

### Planned Parenthood
Calderone a exercé en tant que médecin dans le système scolaire public de Great Neck, New York, de 1949 à 1953. Son travail lui a valu une reconnaissance dans les cercles de la santé publique, notamment en participant aux conférences annuelles de l'American Public Health Association (
APHA) à une époque où les professionnelles de la santé publique et les femmes médecins étaient rares. En 1953, William Vogt, directeur national de la Planned Parenthood Federation of America, lui a proposé le poste de directrice médicale. Bien que certains de ses collègues en santé publique l'aient mise en garde contre cette nomination, la qualifiant de "suicide professionnel", elle accepta le poste dans l'espoir de légitimer la planification familiale dans les domaines de la médecine et de la santé publique.
Durant son mandat de onze ans à Planned Parenthood, Calderone a joué un rôle crucial dans la légalisation de l'avortement aux États-Unis. En 1955, elle organisa la conférence "Abortion in the United States", rassemblant des professionnels de la santé. Cet événement a été la première initiative visant à réformer les lois criminalisant l'avortement. La conférence a abouti à la publication du livre Abortion in the United States en 1958, qui demeure une référence dans ce domaine.
Son action a aussi modifié l'approche de Planned Parenthood envers l'avortement. Avant son arrivée, l'organisation, fondée par Margaret Sanger, évitait de traiter ce sujet, préférant promouvoir la contraception comme moyen de prévention des grossesses non désirées.
En outre, Calderone a joué un rôle de liaison entre Planned Parenthood et la communauté médicale, militant pour l'intégration de la contraception dans la pratique médicale courante. En 1959, l'APHA a publié une déclaration soutenant la planification familiale, et en 1964, elle persuada l'American Medical Association d'approuver officiellement la contraception comme pratique médicale standard.

### SIECUS
Face aux nombreuses lettres demandant des informations sur la sexualité, Calderone réalisa que l'éducation sexuelle était insuffisante aux États-Unis. En 1964, elle quitta Planned Parenthood pour fonder le Sex Information and Education Council of the United States (SIECUS), la première organisation nationale dédiée à l'éducation sexuelle.
SIECUS devint rapidement une référence pour les administrateurs scolaires, enseignants, médecins et parents. Calderone acquit une notoriété nationale, apparaissant dans des magazines tels que Seventeen, Look, McCall’s et des émissions télévisées comme le Dick Cavett Show et Sixty Minutes.

#### Attaques
Malgré son influence, Calderone fit face à une forte opposition. Son idée d'introduire l'éducation sexuelle dès la maternelle suscita l'hostilité des groupes conservateurs, notamment Mothers Organized for Moral Stability (MOMS) et la John Birch Society, qui dépensèrent environ 40 millions de dollars pour discréditer son travail.
En 1968, Billy James Hargis et Gordon V. Drake publièrent le pamphlet Is the School House the Proper Place to Teach Raw Sex?, l'accusant de détruire la morale chrétienne et de promouvoir un complot communiste.
Entre 1968 et 1971, le congressman John Rarick de Louisiane l'attaqua dans le Congressional Record, affirmant que SIECUS participait à un complot communiste mondial.
Vers le milieu des années 1970, ces attaques affaiblirent son influence. En 1978, elle quitta son poste de directrice mais resta présidente de SIECUS. Elle continua à promouvoir une éducation sexuelle abordant la puberté, le consentement et le sexisme.
Contrairement à ce que ses opposants prétendaient, Calderone, une quaker pratiquante et grand-mère, considérait le sexe comme un engagement moral dans une relation monogame.
Elle prit sa retraite en 1982 à l'âge de 78 ans.
Voici le wikicode transcodé pour l'article Wikipédia en français :

### Carrière ultérieure
Entre 1982 et 1988, Calderone a été professeure associée en sexualité humaine à New York University. Elle a écrit plusieurs livres sur l'éducation sexuelle, notamment The Family Book About Sexuality (1981 ; avec Eric W. Johnson) et Talking with Your Child About Sex: Questions and Answers for Children from Birth to Puberty (1982 ; avec James W. Ramey). Elle a continué à être une conférencière fréquente et populaire et a reçu de nombreux prix professionnels et humanitaires.

## Décès
Calderone résidait à Kendal at Longwood, une communauté de retraite de soins continus Quaker à Kennett Square. Elle est décédée dans l'établissement de soins infirmiers le 24 octobre 1998, à l'âge de 94 ans,.

## Récompenses et distinctions
Calderone a reçu de nombreuses récompenses et distinctions, à la fois à titre posthume et au cours de sa vie.
- Prix Browning pour la prévention des maladies, American Public Health Association
- Prix Elizabeth Blackwell pour services distingués à l'humanité, Hobart and William Smith Colleges
- Prix d'achèvement de vie de la Schlesinger Library de Radcliffe/Harvard College
- Prix pour services humains de l'Association de la santé mentale de New York
- Humaniste de l'année de l'American Humanist Association (1974)
- Margaret Sanger Award de la Planned Parenthood Federation of America (1980)
- Intronisée au National Women's Hall of Fame (1998)[15]

### Diplômes honorifiques
- D.Med. Science (honorifique), Women's Medical College (aujourd'hui Drexel University College of Medicine), 1967.
- Doctorat en lettres humaines (honorifique), Newark State College (aujourd'hui Kean University), 1971.
- Doctorat en lettres humaines (honorifique), Dickinson College, 1981.
- Doctorat en lettres humaines (honorifique), Jersey City State College (aujourd'hui New Jersey City University), 1982.
- Doctorat en sciences (honorifique), Adelphi University, 1971.
- Doctorat en sciences (honorifique), Worcester Foundation Experimental Biology (aujourd'hui University of Massachusetts Medical School), 1974.
- Doctorat en sciences (honorifique), Brandeis University, 1975.
- Doctorat en sciences (honorifique), Haverford College, 1978.
- Doctorat en sciences (honorifique), Columbia University, 1985.
- Doctorat en droit (honorifique), Kenyon College, 1972.
- Ped.D. (honorifique), Hofstra University, 1978.
- Doctorat en humanités (honorifique), Bucknell University, 1982.

## Œuvres et publications sélectionnées
- Mary Steichen, The First Picture Book: Everyday Things for Babies, New York, NY, Harcourt, Brace and Company, 1930 (ISBN 978-1881270522)
- Mary Steichen, The Second Picture Book, New York, NY, Harcourt, Brace and Company, 1931
- Abortion in the United States; a conference sponsored by the Planned Parenthood Federation of America, inc. at Arden House and the New York Academy of Medicine, New York, NY, Hoeber-Harper, 1958
- Mary S. Calderone, Release from sexual tensions: Toward an understanding of their causes and effects in marriage, New York, NY, Random House, 1960
- Mary S. Calderone, Manual of Contraceptive Practice, The Williams & Wilkins Co., 1964
- Mary S. Calderone, Manual of Family Planning and Contraceptive Practice, New York, NY, Lippincott Williams & Wilkins, 1970 (ISBN 978-0683013108)
- Mary S. Calderone, Sexuality and human values: The personal dimension of sexual experience, Association Press, 1974 (ISBN 978-0809618910)
- Mary S. Calderone, Questions and Answers about Love & Sex, St. Martin's Press, 1979 (ISBN 9780312660413)
- Mary S. Calderone et Eric W. Johnson, The Family Book About Sexuality, Harper & Row, 1981 (ISBN 978-0060160685)
- Mary S. Calderone et James W. Ramey, Talking With Your Child About Sex: Questions and Answers for Children from Birth to Puberty, New York, NY, Random House, 1982 (ISBN 978-0394521244)